# بشتفين
بشتفين  إحدى القرى اللبنانية من قرى قضاء الشوف في محافظة جبل لبنان.

أشهر عائلات بشتفين : جعفر ـ فياض - ضو - ازرافيل - أبو عكر ـ شهيّب.

تبعد بشتفين 38 كلم (23.6132 مي) عن بيروت عاصمة لبنان. ترتفع 470 م (1542.07 قدم - 513.992 يارد) عن سطح البحر وتمتد على مساحة 250 هكتاراً (2.5 كلم²- 0.965 مي²).
تشتهر بشتفين بصناعة الفخار و القرميد و الجفصين العربي.